# Haley Ramm
Haley Ramm, née le 26 mars 1992 dans le Comté de Collin (Texas), est une actrice américaine. Elle a notamment joué dans X-Men : L'Affrontement final (2006), Ben 10 (2007), Rubber (2010).

## Filmographie

### Cinéma

#### Longs métrages
- 2004 : Seventy-8 de Erik Clapp : April Rowlands
- 2005 : Une famille 2 en 1 (Ours, Mine and Ours) de Raja Gosnell : Kelly Beardsley
- 2005 : Flight Plan de Robert Schwentke : Brittany Loud
- 2006 : X-Men : L'Affrontement final (X-Men: The Last Stand) de Brett Ratner : Jean Grey jeune
- 2006 : A Four Course Meal de Clay Liford : une orpheline
- 2007 : Mr. Blue Sky de Sarah Gurfield : Jessica Green
- 2007 : Into the Wild de Sean Penn : Carine McCandless âgée de 11 ans
- 2009 : Just Peck (en) de Michael A. Nickles : Michelle
- 2010 : Skateland (en) de Anthony Burns : Mary Wheeler
- 2010 : Rubber de Quentin Dupieux : Fiona adolescente
- 2010 : Almost Kings de Philip G. Flores : Kallea
- 2011 : Red State de Kevin Smith : Maggie
- 2012 : Disconnect de Henry Alex Rubin : Abby Boyd
- 2013 : Complicity de C.B. Harding : Lacy
- 2014 : Rodéo Princess 2 : L'été de Dakota (Cowgirls 'n Angels 2 : Dakota's Summer) de Timothy Armstrong : Dakota Rose
- 2015 : Victor de Brandon Dickerson : Sherry
- 2015 : ImagiGARY de Charlie McDermott : Sarah
- 2018 : Pimp de Christine Crokos : Nikki
- 2021 : Mark, Mary & Some Other People : Alexandra

#### Courts métrages
- 2009 : The New 20's de Joey Boukadakis : Kayla
- 2015 : Three Days de John Swansiger : Rachel jeune
- 2015 : TheCavKid de Chelsea Bo et Sean Drummond : Brandy
- 2016 : Katie Goes to College de Hannah Marks : Katie

### Télévision

#### Séries télévisées
- 2004 : Les Experts (CSI: Crime Scene Investigation)  : Emily (épisode 21, saison 4)
- 2004 : Oui, chérie ! (Yes, Dear) : Georgia (épisode 22, saison 4)
- 2005-2006 : Les experts: Miami : Jennifer Wilson jeune (2 épisodes)
- 2006 : Grey's Anatomy : Shannon (épisode 1, saison 3)
- 2007 : Urgence (ER) : Tasha (épisode 16, saison 13)
- 2007-2008 : FBI, Portés disparus : Jen Long (6 épisodes)
- 2008 : Eleventh Hour : Emily Stanner (épisode 3, saison 1)
- 2009 : ICarly : Missy (épisode 20, saison 2)
- 2009 : Three Rivers : Megan O'Leary (épisode 6, saison 1)
- 2009 : Hawthorne : Devon Deegan (épisode 6, saison 1)
- 2010 : NCIS: Los Angeles : Amanda (épisode 5, saison 2)
- 2010 : Lie to Me : Amy (épisode 21, saison 2)
- 2011 : The Protector : Madison (épisode 3, saison 1)
- 2012 : Mentalist : Liesl Braddock (épisode 18, saison 4)
- 2013 : Nikita : Helen Collins (épisode 18, saison 3)
- 2014-2015 : Chasing Life : Brenda Carver (34 épisodes)
- 2016 : The Originals : Ariane (épisodes 11 et 12, saison 3)
- 2016 : Notorious : Maya Hartman (épisodes 8 et 9, saison 1)
- 2016 : Mistresses : Stacey North / Stacey Martin (épisodes 4 et 8, saison 4)
- 2016 : Good Girls Revolt : Marybeth (épisode 2, saison 1)
- 2018 - 2019 : Light as a Feather : Violet Simmons (26 épisodes)[1]
- 2019 : Good Doctor : Tara
- 2022 : Alaska Daily : Taylor (2 épisodes)

#### Téléfilms
- 2007 : Ben 10 : Course contre la montre de Alex Winter : Gwen Tennyson
- 2010 : The Odds de ? : Molly Cooper
- 2010 : Le pacte des non-dits (en) de Peter Werner : Jordan
- 2011 : Worst. Prom. Ever. de Dan Eckman : Heather Spencer